# Joost Van Hyfte

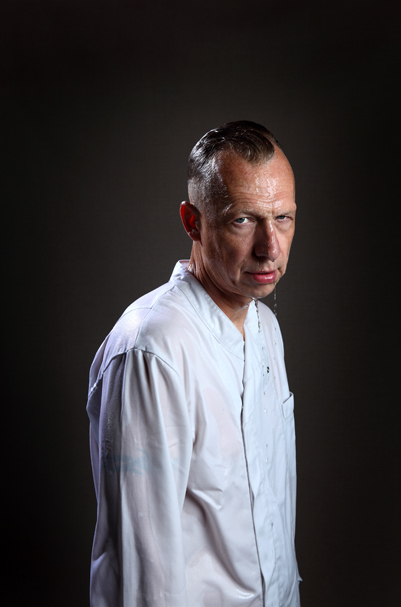
Joost Van Hyfte (campagnefoto 'Uitgekookt')

Joost Van Hyfte (19 december 1969) is een Vlaamse stand-upcomedian. Hij studeerde aan de gerenommeerde Hotelschool Ter Duinen in Koksijde. Via de Belgische Improvisatie Liga kreeg hij de smaak van het podium te pakken. Na een workshop bij Nigel Williams werd hij comedian.
Hij won de 123 Comedy Cup in 2006, bereikte ook de finale van Humo's Comedy Cup en was ten slotte een opgemerkte deelnemer in de talentenjacht Comedy Casino Cup op canvas. 
Momenteel is hij, na meer dan 15 jaar restauranthouder uitsluitend professioneel met comedy bezig. Hij behoorde tot de creatieve denktank van Zonde van de zendtijd en werkt ook geregeld als publiekopwarmer voor talrijke tv-programma's, zoals Extra Time, De Slimste Mens, De klas van Frieda, De Laatste Show, De jaren stillekes en De Kazakkendraaiers. Hij schrijft op regelmatige basis een grappige culinaire rubriek in het maandblad Ché.

## Show
- Gastroseksueel, 2014. Samen met zijn vrouw Hilde De Cock.[1]